# Kryptopterus dissitus
Kryptopterus dissitus és una espècie de peix de la família dels silúrids i de l'ordre dels siluriformes.

## Morfologia
Els mascles poden assolir els 17,6 cm de llargària total.

## Distribució geogràfica
Es troba des de la conca del riu Chao Phraya fins a la del Mekong.